# Legislació
La legislació és el conjunt de lleis que regulen un aspecte de la vida d'una comunitat. La llei és una norma jurídica de caràcter general i obligatori.
Amb relació a la distribució de les competències, es parla de legislació bàsica, marc o de principis (en el cas espanyol es troba la llei marc o de bases) i la legislació complementària o de desenvolupament. La legislació bàsica és l'ordenament legislatiu que tinga relació a l'interés general sobre una matèria mentre que la legislació de desenvolupament sol ser definida com aquella que legisla a l'espai normatiu deixat pel legislador estatal.

## Conceptes generals de la legislació
- El poder legislatiu és l'encarregat de dictar les lleis
- la llei és la font més important del dret, les altres fonts el costum i els principis generals del dret només s'apliquen si no existeix una llei al respecte. Es considera que l'estat de dret és aquell on impera la llei.
- Les societats democràtiques modernes tenen estrictament determinades les atribucions i les competències legislatives.
- En el sistema parlamentari la constitució constitueix la llei de lleis i té el caràcter de norma programàtica.
- Està establerta una jerarquia en les lleis de forma que un òrgan jeràrquicament inferior no pot envair la competència legislativa del superior.2019[cal citació]

## Diversos tipus de lleis
- Llei ordinària: Emanada de l'òrgan parlamentari per exemple la Llei Orgànica
- Llei fonamental és la que estableix principis pels quals haurà de regir-se la legislació d'un país; sol denominar-se Constitució. La Constitució és la norma suprema de l'ordenament jurídic, ja que està per sobre de qualsevol llei
- Llei dictada pel govern per l'execució de les anteriors: Lleis i normes amb rang inferior al de la llei com el decret i reglament.
- És habitual qualificar les lleis segons l'activitat afectada. Per exemple: llei tributària, llei laboral, llei pressupostària, etc.
- Quan la llei o convenció escrita resta sense efecte, que no s'aplica, s'anomena lletra morta.[7]
- Llei òmnibus: norma legislativa que modifica, deroga o introdueix canvis en múltiples lleis o normes d’una mateixa matèria o de sectors molt diversos, sovint en un únic text legal i amb l’objectiu de desenvolupar reformes estructurals o decisions polítiques d’ampli abast.[8]

## Lleis inútils
La llei inútil és el fenomen relatiu a les lleis que pateixen la síndrome d'ésser inaplicables o tindre un dèficit de compliment. La causa pot ser donada per raons polítiques, per ineficiència de l'administració o per falta de mitjans tècnics per a complir els objectius marcats per la llei. En diversos països democràctics s'han realitzat avaluacions per previndre que es creen lleis inaplicables administrativament (a Itàlia es parla als Informes Giannini de 1979 i Barettoni Arleri de 1981, als Estats Units la General Accounting Office del Congrés i l'Office of Management and Budget es dediquen a això, a Alemanya es van fer estudis publicats a Implementation Politischer Programme (1980) i Gesetzgebungspraxis und Gesetzgebungslehre (1983)).

## Vegeu més
- Llista de legislatures per països
- Estatut